# I. Vszeszláv polocki fejedelem
Vszeszláv Izjaszlavics (oroszul Всесла́в Изясла́вич; 997/999? – 1003) 1001-től két éven át Polock kiskorú fejedelme, Nagy Vlagyimir kijevi nagyfejedelem unokája.
Apja Izjaszláv polocki fejedelem volt, anyja neve nem ismert. Valamikor a 990-es évek végén született. Apja 1001-ben meghalt és mivel (feltehetően) ő volt két fia közül az idősebbik, ő örökölte a fejedelmi címet. Egyedüli említése a Nyesztor-krónikából való, amely azt közli, hogy 1003-ban meghalt. Utódja a valamivel fiatalabb öccse, Brjacsiszláv lett.
Brjacsiszláv az 1030 körül születő fiát bátyja tiszteletére Vszeszlávnak nevezte, belőle lett később a Polocki fejedelemség legjelentősebb uralkodója.

## Fordítás
- Ez a szócikk részben vagy egészben  a(z)   Всеслав Изяславич című orosz Wikipédia-szócikk ezen változatának fordításán alapul.  Az eredeti cikk szerkesztőit annak laptörténete sorolja fel. Ez a jelzés csupán a megfogalmazás eredetét és a szerzői jogokat jelzi, nem szolgál a cikkben szereplő információk forrásmegjelöléseként.